# Эрдынеев, Доржи Осорович
Эрдынеев Доржи Осорович (бур. Эрдэниев Осорой Доржи; 5 декабря 1936, село Урда-Ага — 5 мая 2023) — прозаик, драматург, народный писатель Бурятии, заслуженный деятель культуры Бурятии. 

## Биография
Родился в местности Удаганта Агинского бурятского национального округа Читинской области.
Активный член школьного литературного объединения при окружной газете «Агын үнэн» (Агинская правда) рук. Ж. Балданжабон. Выпускник Литературного института им. М. Горького в Москве (1966). Литературный сотрудник, заведующий отделом редакции республиканских газет «Правда Бурятии», «Буряад үнэн», заведующий отделом прозы журнала «Байкал», заведующий Бюро пропаганды художественной литературы Союза писателей Бурятии, главный редактор художественного вещания на бурятском и русском языках, заместитель генерального директора Бурятской государственной телерадиокомпании, делегат всесоюзного и всероссийского съездов писателей.
Литературной деятельностью занимался с 1957 года. Первая пьеса «Эрэ хүн зориhондоо» (Человек идёт к цели). Художественные произведения печатались в журналах «Свет над Байкалом», «Байгал», «Байкал», «Морин хуур», «Дружба народов», «Дальний Восток», «Заря Востока», «Лооминг» (Эстония), «Полярная звезда». Д. Эрдынеев опубликовал десятки книг, сборников рассказов и повестей на бурятском и русском языках, изданных в Улан-Удэ и Москве. Автор сборников рассказов и повестей, написанных на родном языке — «Газарай амисхаал» (Дыхание земли) (1963), «Талын туужанууд» (Степные были) (1966), «Энэ наһан» (В этой жизни) (1968), «Эсэгын дуран» (Отцовская любовь) (1971), «Газарай эзэд» (Хозяева земли) (1976), «Сагай хоёр шэнжэ» (Два цвета времени) (1986). Широкое читательское признание получили романы «Хүлэг инсагаална» (Аргамак ищет хозяина) (1974), «Ехэ уг» (Большая родословная) (1978). В 2006 году вышел сборник пьес и прозы «Үйлын үри» (Рсплата).
Д. Эрдынеев — талантливый драматург. Пьесы «Эртын хюруу» (Ранние заморозки) (1974), «Бальжин-хатан» (1985), «Адууhан төөлэй» (Святое подношение) (2004), «Бабжа Барас-батор» (2009) с успехом поставлены на сценах Бурятского государственного академического театра драмы им. Х. Намсараева, Агинского, Кижингинского народных театров. Произведения Д. Эрдынеева переведены на русский язык В. Штеренбергом, Г. Ковалевичем, С. Щукиной, А. Тверским, А. Верещагиной, М. Шихановым — «Внуки Тубэргэна» (М., 1971), «Тоонто или Прощание с детством» (М., 1975), «Пахари» (1976), «Время покоса» (1980), Большая родословная (М., 1983), «Два цвета времени» (1986). Известны переводы на узбекский, эстонский, якутский, тувинский, монгольский, болгарский языки.
Произведения Д. Эрдынеева неоднократно обсуждались на страницах популярных еженедельников «Литературная газета», «Литературная Россия», журнала «Вопросы литературы» известными московскими критиками, а также в местной прессе, литературно-критических сборниках и монографиях литературоведами и критиками Бурятии.
Умер 5 мая 2023 года.